# پایگاه هوایی کلین
پایگاه هوایی کلین  (به انگلیسی: Klin (air base)) یک فرودگاه نظامی است که یک باند فرود آسفالت دارد و طول باند آن ۲۰۰۰ متر است. این فرودگاه در کشور روسیه قرار دارد و در ارتفاع ۱۶۴ متری از سطح دریا واقع شده است.